# Christopher Hees
Christopher Hees (auch Chris Hees) ist ein Filmproduzent, der bei der Oscarverleihung 2015 für die Produktion seines Debütfilms The Bigger Picture zusammen mit der Regisseurin Daisy Jacobs für den Oscar in der Kategorie Bester animierter Kurzfilm nominiert war. Zusammen mit Jacobs und der Drehbuchautorin Jennifer Majka gewann er mit diesem Film 2015 einen British Academy Film Award.
Hees wurde an der National Film and Television School in Beaconsfield ausgebildet. Nach The Bigger Picture produzierte er 2014 die Kurzfilme How I Didn't Become a Piano Player und The Divorce und arbeitete als Production Manager für den Kurzfilm White Rose.